# انستیتو روان‌پزشکی تهران
دانشکده علوم رفتاری و سلامت روان، انستیتو روان‌پزشکی تهران یکی از بزرگ‌ترین مراکز تخصصی آموزشی، پژوهشی و درمانی روان‌پزشکی و روان‌شناسی بالینی است که در حال حاضر وابسته به دانشگاه علوم پزشکی ایران می‌باشد.

## تاریخچه
این مرکز در سال ۱۳۵۶ با عنوان مرکز آموزشی-رزیدنسی تأسیس شد و پس از انقلاب در سال ۱۳۵۸ به نام کنونی آن تغییر نام یافت. در سال ۱۳۶۵ که آموزش پزشکی در وزارت بهداشت ادغام شد، انستیتو روان‌پزشکی تهران از بهداری جدا شد و به عنوان یکی از مراکز تحت پوشش دانشگاه علوم پزشکی ایران قرار گرفت. تا این که در سال ۱۳۸۹ و پس از ادغام دانشگاه علوم پزشکی ایران با دانشگاه علوم پزشکی تهران، به عنوان یکی از مجموعه‌های دانشگاه به دانشگاه جدید منتقل شد.
در فروردین ماه ۱۳۹۲ که [دانشگاه علوم پزشکی ایران] مجدداً احیا شد، این انستیتو نیز مجدداً به عنوان زیر مجموعه‌ای از این دانشگاه درآمد. امروزه مدیریت انستیتو بر عهده دکتر تورج مرادی می‌باشد.

## فعالیت‌ها
در زمینه آموزش، علاوه آموزش روان‌پزشکی به دانشجویان پزشکی و دستیاران تخصصی روان‌پزشکی، این انستیتو از سال ۱۳۶۵ در مقطع کارشناسی ارشد روان‌شناسی بالینی و از سال ۱۳۷۶ در مقطع دکترای روان‌شناسی بالینی اقدام به تربیت دانشجو نموده است.
یکی از زمینه‌های اصلی فعالیت این انستیتو انجام طرح‌های کاربردی در زمینه بهداشت روان بوده است. طرح ادغام خدمات بهداشت روان در سیستم ارائه خدمات بهداشتی اولیه طراحی و آماده اجرا گردید. همچنین طرح «بررسی بررسی نقش مداخلات دارویی و روان‌شناختی در کاهش مخاطرات ناشی از مصرف مواد مخدر و بهبود وضعیت روانی زندانیان معتاد» نقش مهمی در پذیرش اجرای مداخلات درمانی اعتیاد از جمله متادون درمانی در زندان‌های کشور داشت.

انستیتو روان‌پزشکی تهران از سال ۱۳۷۶ به عنوان مرکز همکاری‌های مشترک سازمان جهانی بهداشت در بهداشت روان تعیین گردیده است و بالاخره در سال ۱۳۸۰ توسط معاونت آموزشی وزارت بهداشت به عنوان قطب علمی-آموزشی و پژوهشی روان‌پزشکی و روان‌شناسی بالینی کشور انتخاب شده است.
درمانگاه انستیتو روان‌پزشکی تهران نیز در زمینه درمان‌های دارویی و غیر دارویی به مراجعان ارائه خدمت می‌نماید.

به علاوه فصلنامه علمی-پژوهشی مجله روان‌پزشکی و روان‌شناسی بالینی ایران که در نمایه نامه‌های بین‌المللی PsycINFO و Scopus نمایه می‌شود، توسط این انستیتو منتشر می‌گردد.

## واحدها
- گروه روان‌شناسی بالینی
- گروه روان‌پزشکی و علوم رفتاری کاربردی
- گروه بهداشت روان
- گروه اعتیاد
- گروه روان‌پزشکی جامعه نگر
- گروه روان‌شناسی سلامت
- گروه سالمندشناسی
- دفتر قطب علمی روان‌پزشکی و روان‌شناسی بالینی
- مرکز سلامت روان جامعه نگر
- مرکز همکاری مشترک با سازمان جهانی بهداشت در سلامت روان WHOcc
- دفتر مطالعات اسلامی در بهداشت روان
- واحد مدیریت دانش بالینی سلامت معنوی
- مجله روان‌پزشکی و روان‌شناسی بالینی ایران
- درمانگاه تخصصی و فوق تخصصی
- درمانگاه روان‌پزشکی کودکان و نوجوانان
- کلینیک اعتیاد
- کلینیک اختلالات جنسی
- کلینیک طب خواب (اختلالات خواب)
- کلینیک حافظه و اختلالات شناختی سالمندان
- سالن مجموعه کارگاهی اندیشه
- کتابخانه